# Cheumatopsyche lepida
Cheumatopsyche lepida är en nattsländeart som först beskrevs av Francois Jules Pictet de la Rive 1834.  Cheumatopsyche lepida ingår i släktet Cheumatopsyche och familjen ryssjenattsländor. Arten är reproducerande i Sverige. Inga underarter finns listade i Catalogue of Life.